# Marthe Bertheaume
 (août 2015).
Si vous disposez d'ouvrages ou d'articles de référence ou si vous connaissez des sites web de qualité traitant du thème abordé ici, merci de compléter l'article en donnant les références utiles à sa vérifiabilité et en les liant à la section « Notes et références ».
Marthe Bertheaume (épouse Darcanne) est un écrivain de langue française. Née Anne Mouroux en 1878 à Paris, elle est reçue interne en médecine en 1903, puis docteur en médecine.

## Biographie
Auteur de romans sentimentaux, elle sera présidente de La Ruche sportive féminine. De nombreux spécialistes font d'elle une précurseur des théories féministes de la fin du XXe siècle. Elle fut cependant marginalisée par les principaux courants féministes à cause de sa foi catholique, très présente dans ses écrits.
Elle meurt en 1963.

## Œuvres
- Sportive, 1925
- Oublie ce que tu sais, 1928
- Jocelyne et son étoile, 1929
- L'Amour se venge - Collection Stella No 494, 1941
- Sous le soleil de Grenade, 1951
- Terre victorieuse, 1951